# Siphonophora paulista
Siphonophora paulista är en mångfotingart som beskrevs av Christoph D. Schubart 1945. Siphonophora paulista ingår i släktet Siphonophora och familjen Siphonophoridae. Inga underarter finns listade i Catalogue of Life.